# たかさき・ナイチンゲール学院
たかさき・ナイチンゲール学院（たかさきナイチンゲールがくいん）は、群馬県高崎市に所在していた看護学校。

## 概要
2015年12月9日にたかさき・ナイチンゲール学院を設置する計画が群馬県私立学校審議会で承認されて、2016年4月に開校。廃校となった学校法人堀越学園の創造学園大学下滝キャンパス跡に設置される。キャンパス内の民有地と、国税滞納で公売されていた学園所有の土地と建物を買収していた。校舎は堀越学園が建てた8階建てのビルであった。キャンパスの別の部分は特別養護老人ホームとなった。
3年制の看護師養成過程が設置されていた。1学年80人であったのだが、2021年4月より1学年40人に減少する。
2024年3月4日に第266回群馬県私立学校審議会が開かれ、たかさき・ナイチンゲール学院を廃止することが答申されて、廃止することが適当であると認められる。
2024年3月に最後の卒業生8人を送り出す。開校より9年間で126人が卒業。3月31日に閉校。